# Brendan Foster
Pour les articles homonymes, voir Foster.
Brendan Foster (né le 12 janvier 1948 à Hebburn) est un athlète britannique spécialiste des courses de fond.

## Carrière
Licencié au club des Harriers de Gateshead, Brendan Foster fait ses débuts sur la scène internationale à l'occasion des Jeux du Commonwealth britannique de 1970, remportant la médaille de bronze sur 1 500 mètres. Troisième des Championnats d'Europe 1971, il termine cinquième des Jeux olympiques de 1972.
En 1973, il améliore le record du monde du 2 miles et remporte le 500 m de la Coupe d'Europe des nations d'athlétisme.
En 1974, l'athlète britannique remporte le titre du 5 000 mètres lors des Championnats d'Europe 1974 de Rome, devançant avec le temps de 13 min 17 s 2 l'Est-allemand Manfred Kuschmann et le Finlandais Lasse Virén. La même année, Foster établit un nouveau record du monde du 3 000 mètres en 7 min 35 s 1 à l'occasion du meeting de Gateshead. Il améliore ainsi de près de deux secondes la meilleure marque mondiale détenue par le Belge Emiel Puttemans depuis l'année 1972. Il est élu sportif de l'année 1974 par la chaîne de télévision BBC.
Lors des Jeux olympiques de 1976, Brendan Foster se classe cinquième de la finale du 5 000 m et remporte par ailleurs la médaille de bronze du 10 000 m, devancé par Lasse Virén et Carlos Lopes. Il établit la meilleure performance de sa carrière sur 10 000 mètres le 23 juin 1978 en s'imposant lors du meeting de Crystal Palace dans le temps de 27 min 30 s 3. Quelques jours plus tard, il remporte le titre du 10 000 m lors des Jeux du Commonwealth d'Edmonton en réalisant le temps de 28 min 13 s 65.

## Palmarès
| Date | Compétition           | Lieu      | Place | Épreuve  |
| ---- | --------------------- | --------- | ----- | -------- |
| 1970 | Jeux du Commonwealth  | Édimbourg | 3e    | 1 500 m  |
| 1971 | Championnats d'Europe | Helsinki  | 3e    | 1 500 m  |
| 1972 | Jeux olympiques       | Munich    | 5e    | 1 500 m  |
| 1974 | Championnats d'Europe | Rome      | 1er   | 5 000 m  |
| 1976 | Jeux olympiques       | Montréal  | 5e    | 5 000 m  |
| 1976 | Jeux olympiques       | Montréal  | 3e    | 10 000 m |
| 1978 | Jeux du Commonwealth  | Edmonton  | 1er   | 10 000 m |
| 1978 | Championnats d'Europe | Prague    | 4e    | 10 000 m |

## Records personnels
- 1 500 m - 3 min 37 s 64 (1974)
- 3 000 m - 7 min 35 s 1 (1974, record du monde)
- 5 000 m - 13 min 14 s 6 (1974)
- 10 000 m - 27 min 30 s 3 (1978)